# Interhalogeen
Interhalogenen zijn verbindingen van uitsluitend halogeenelementen. De algemene formule van de meeste interhalogenen is ABn, met n = 1, 3, 5 of 7. Hierbij is A het elektropositieve deel van de molecule.

## Astaat en tennessine
Verbindingen van astaat komen alleen in gespecialiseerde laboratoria voor en zij worden in de normale laboratoriumpraktijk niet gebruikt. Om deze reden wordt astaat in het standaard rijtje van de halogenen op de middelbare school meestal achterwege gelaten. Toch is astaat een lid van de halogenen en zijn er ook een aantal interhalogenen van beschreven die in onderstaande overzichten zijn vermeld.
Ook tennessine is volgens het periodiek systeem een halogeen. Evenals van astaat zijn er geen stabiele isotopen van bekend en de halveringstijd van de bekende isotopen ligt in de grootteorde van 10 ms, dus zijn verbindingen ervan niet bekend. Om deze reden is het niet opgenomen in onderstaande overzichten.

## Reactiviteit
Interhalogeenverbindingen zijn allemaal vrij vatbaar voor hydrolyse en ioniseren tot polyatomische anionen en kationen. Door hun covalente binding zijn de meeste interhalogenen vrij stabiel. Uitzonderingen zijn broommonofluoride (dissocieert), joodmonofluoride (disproportioneert) en joodtrifluoride (ontleedt boven −28°C).
De reden waarom jood een groot aantal atomen (tot zeven) rond zich kan binden, is - naast de grote atoomstraal waardoor de liganden voldoende ruimte hebben - dat jood gebruik kan maken van onbezette d-orbitalen.
| Diatomische interhalogenen | Tetra-atomische interhalogenen                                                                                                   | Hexa-atomische interhalogenen                                                      | Octa-atomische interhalogenen |
| --- | --- | ---------------------------------------------------------------------------------- | ----------------------------- |
| - Chloormonofluoride (ClF) - Broommonofluoride (BrF) - Broommonochloride (BrCl) - Joodmonofluoride (IF) - Joodmonochloride (ICl) - Joodmonobromide (IBr) - Astaatmonobromide (AtBr) - Astaatmonojodide (AtI) | - Chloortrifluoride (ClF3) - Broomtrifluoride (BrF3) - Broomtrichloride (BrCl3) - Joodtrifluoride (IF3) - Joodtrichloride (ICl3) | - Chloorpentafluoride (ClF5) - Broompentafluoride (BrF5) - Joodpentafluoride (IF5) | - Joodheptafluoride (IF7)     |

| F  | F2           |                 |            |     |     |
| Cl | ClF 3 ClF5   | Cl2             |            |     |     |
| Br | BrF 3 BrF5   | BrCl 3 BrCl5    | Br2        |     |     |
| I  | IF 3 IF5 IF7 | ICl 3 ICl5 ICl7 | IBr 3 IBr5 | I2  |     |
| At |              |                 | AtBr       | AtI | At2 |
|    | F            | Cl              | Br         | I   | At  |
| -- | ------------ | --------------- | ---------- | --- | --- |